# Otto III van Beieren
Otto III van Beieren ook bekend als Béla V van Hongarije (Burghausen, 11 februari 1261 - Landshut, 9 november 1312) was van 1290 tot 1312 hertog van Neder-Beieren en van 1305 tot 1308 koning van Hongarije. Hij behoorde tot het huis Wittelsbach.

## Levensloop
Otto III was de zoon van hertog Hendrik XIII van Beieren en Elisabeth van Hongarije, dochter van koning Béla IV van Hongarije.
Na de dood van zijn vader in 1290 volgde Otto hem samen met zijn jongere broers Lodewijk III en Stefanus I op als hertog van Neder-Beieren. In deze functie was Otto III een tegenstander van het huis Habsburg en hij probeerde het hertogdom Stiermarken terug te winnen, dat Beieren in 1180 aan Oostenrijk had verloren. Otto steunde dan ook Rooms-Duits koning Adolf van Nassau in zijn strijd tegen het huis Habsburg en nam in 1298 deel aan de Slag bij Göllheim, waarbij Adolf echter verslagen werd en sneuvelde.
Na het uitsterven van het huis Árpáden in 1301, kreeg Otto III als kleinzoon van koning Béla IV van Hongarije het aanbod om koning van Hongarije te worden. Aanvankelijk was hij niet geïnteresseerd, maar in 1305 besloot hij toch om koning van Hongarije te worden. In augustus 1305 liet zijn opponent, koning Wenceslaus III van Bohemen, zijn claim op Hongarije vallen. Omdat de Rooms-Duitse koning, Albrecht I van Habsburg, hem echter de toegang door Oostenrijk ontzegde, verkleedde Otto III zich als handelaar om zo via Oostenrijk in Hongarije te geraken en in november 1305 arriveerde hij in de Hongaarse hoofdstad Boeda. 
Daarna werd hij op 6 december 1305 in Székesfehérvár door de bisschoppen van Veszprém en Csongrád tot koning van Hongarije gekroond. Hij nam vervolgens de naam Béla V aan, naar zijn grootvader. Hij was echter niet in staat om zijn macht te versterken. In de loop van 1306 bezette Otto's tweede opponent Karel Robert van Anjou Esztergom, het kasteel Spiš, Zólyom en enkele forten in het noorden van Hongarije en in 1307 veroverde Karel Robert eveneens Boeda. In juni 1307 trok Otto III naar de machtige vojvoda van Zevenburgen Ladislaus Kán in een poging om diens steun te verwerven, maar Otto werd door hem gevangengenomen. Op 10 oktober 1307 werd Karel Robert vervolgens door een assemblee van magnaten in Rákos uitgeroepen tot koning van Hongarije, maar de machtigste magnaten (Ladislaus Kán, Matthias Csák en Amadeus Aba) waren afwezig omdat ze het gezag van Karel Robert als koning weigerden te erkennen. Op het einde van 1307 werd Otto opnieuw vrijgelaten door Ladislaus Kán. In 1308 deed Otto officieel troonsafstand als koning van Hongarije.
Zijn betrokkenheid in Oostenrijkse en Hongaarse zaken verzwakte echter de positie van Beieren, wat ook voor financiële problemen zorgde. Toen het huis Wittelsbach in 1310 opnieuw in oorlog kwam met huis Habsburg, werd de stad Burghausen zelfs verwoest. Tijdens zijn aanwezigheid in Hongarije tussen 1305 en 1308, werd de regering van het hertogdom Neder-Beieren overgenomen door zijn broer Stefanus. In 1312 overleed Otto III, waarna hij als hertog van Neder-Beieren opgevolgd werd door zijn zoon Hendrik XV. Die moest zijn macht delen met zijn neven Hendrik XIV en Otto IV. Toen de zoon van Hendrik XIV, Johan I, in 1340 kinderloos stierf, stierf de Neder-Beierse tak van het huis Wittelsbach uit, waarna het hertogdom Beieren door hertog Lodewijk IV van Opper-Beieren herenigd werd.

## Huwelijken en nakomelingen
In januari 1279 huwde Otto met Catharina van Habsburg (1256-1282), dochter van Rooms-Duits koning Rudolf I van Habsburg. Ze kregen twee zonen:
- Hendrik (1280), kort na de geboorte gestorven
- Rudolf (1280), kort na de geboorte gestorven

Na de dood van zijn eerste vrouw in 1282, bleef Otto III jarenlang weduwnaar. Op 18 mei 1309 hertrouwde hij uiteindelijk met Agnes van Glogau, dochter van hertog Hendrik III van Glogau. Ze kregen twee kinderen:
- Agnes (1310-1360)
- Hendrik XV (1312-1333), hertog van Neder-Beieren